# 수수새속
수수새속은 벼과에 속하는 외떡잎식물의 분류로, 다음 종이 속해 있다.
- 수수(Sorghum bicolor)
- 시리아수수새(또는 존슨그라스. Sorghum halepense)
- 수단그라스(Sorghum x drummondii)